# Distrito de Ștefan Vodă
El distrito de Ştefan Vodă es uno de los raion en el sureste de Moldavia. 
Su centro administrativo (Oraş-reşedinţă) es la ciudad de Ştefan Vodă. El 1 de enero de 2005 tenía una población de 7.600 habitantes. La capital se sitúa a 100 km de Chisináu y 100 km de Odesa (Ucrania).

## Subdivisiones
Comprende la ciudad de Ștefan Vodă y las siguientes comunas:
- Alava
- Antonești
- Brezoaia
- Carahasani
- Căplani
- Cioburciu
- Copceac
- Crocmaz
- Ermoclia
- Feștelița
- Marianca de Jos
- Olănești
- Palanca
- Popeasca
- Purcari
- Răscăieți
- Semionovca
- Slobozia
- Ștefănești
- Talmaza
- Tudora
- Volintiri